# Сеттіньяно
Сеттіньяно (італ. Settignano) — фракція у другому районі Флоренції (Італія), розташована на схилі пагорба на північний схід від міста.

## Про поселення
Звідси родом три скульптори флорентійського Відродження — Дезідеріо да Сеттіньяно та брати Ґамберіні, більш відомі як Бернардо та Антоніо Росселліно. Тут був розташований маєток Буонарроті (тепер — «Вілла Мікеланджело»), а також невеликий кар'єр мармуру та ферма. Мікеланджело жив тут дитиною у сім'ї годувальниці, дружини каменяра, й проводив багато часу біля кар'єру. У 1511 році тут народився інший скульптор, Бартоломео Амманнаті.
Римські артефакти можна знайти в районі, який, як стверджують деякі, був названий на честь Сеттіміо (лат. Settimio) або Септимія Севера — на найстарішій площі тут була зведена йому статуя в XVI столітті, зруйнована в 1944 році — хоча поселення тут було задовго до римського імператора. Назва поселення може походити від спотворенної фрази Fundus Septimianus.
Сеттіньяно був безпечним місцем для літнього відпочинку членів гвельфської фракції Флоренції.
Марк Твен із дружиною, Олівією, зупинялися на віллі Вівіані (італ. Villa Viviani)[а] в Сеттіньяно з вересня 1892 по червень 1893 року. Перебуваючи там, Твен написав понад 60000 сторінок, включаючи першу чернетку роману «Роззява Вільсон». Він сказав, що з вілли «відкривається найчарівніший вид на цій планеті, а отже й найбільш заворожуючі заходи сонця на будь-якій планеті чи навіть сонячній системі».
У 1898 році Габріеле д'Аннунціо придбав віллу делла Каппончіна (італ. Villa della Capponcina; у стилі треченто) на околиці Сеттіньяно, щоб бути ближче до своєї коханої Елеонори Дузе, на віллі Порціункола (італ. Villa Porziuncola). Поруч із Сеттіньяно розташована Вілла Ґамберая, вілла 14-го століття з терасовим садом 18-го століття, і відокремлена вілла І Татті, вілла Бернарда Беренсона, яка зараз є центром досліджень італійського Відродження під управлінням Гарвардського університету.
У Сеттіньяно розташована парафіяльна церква Санта-Марія-Ассунта.

## Вілла Мікеланджело
Вілла Мікеланджело розташована на вулиці Буонарроті Сімоні. Вілла була давнім маєтком Буонарроті, дрібного флорентійського роду, і вважається, що Мікеланджело жив тут перші роки свого життя. Фактично, у своїх біографіях від Кондіві та Вазарі він згадує, як після народження в Капрезе, де його батько обіймав посаду подести, він переїхав на флорентійський пагорб, де хлопчик жив у сім'ї годувальниці, дружини каменяра з Майано, сусіднього хутора, й проводив багато часу біля кар'єру. Вважається, що пізніше Мікеланджело, наче жартома, сказав Вазарі, що:
|  | (…) із молока своєї мамки я видобув різець і молоток, якими я роблю статуї |

## Галерея

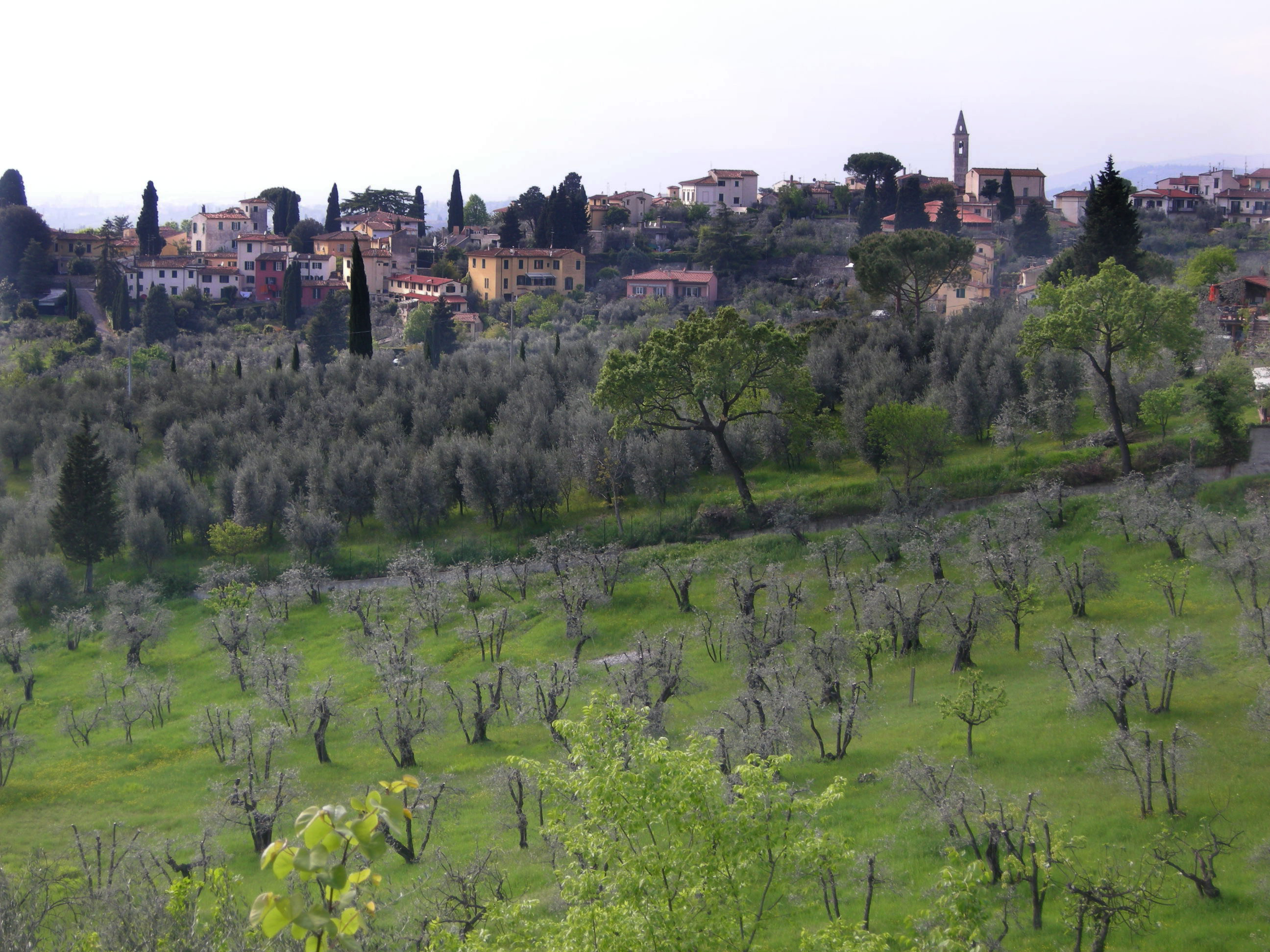
Вид на поселення (2011)
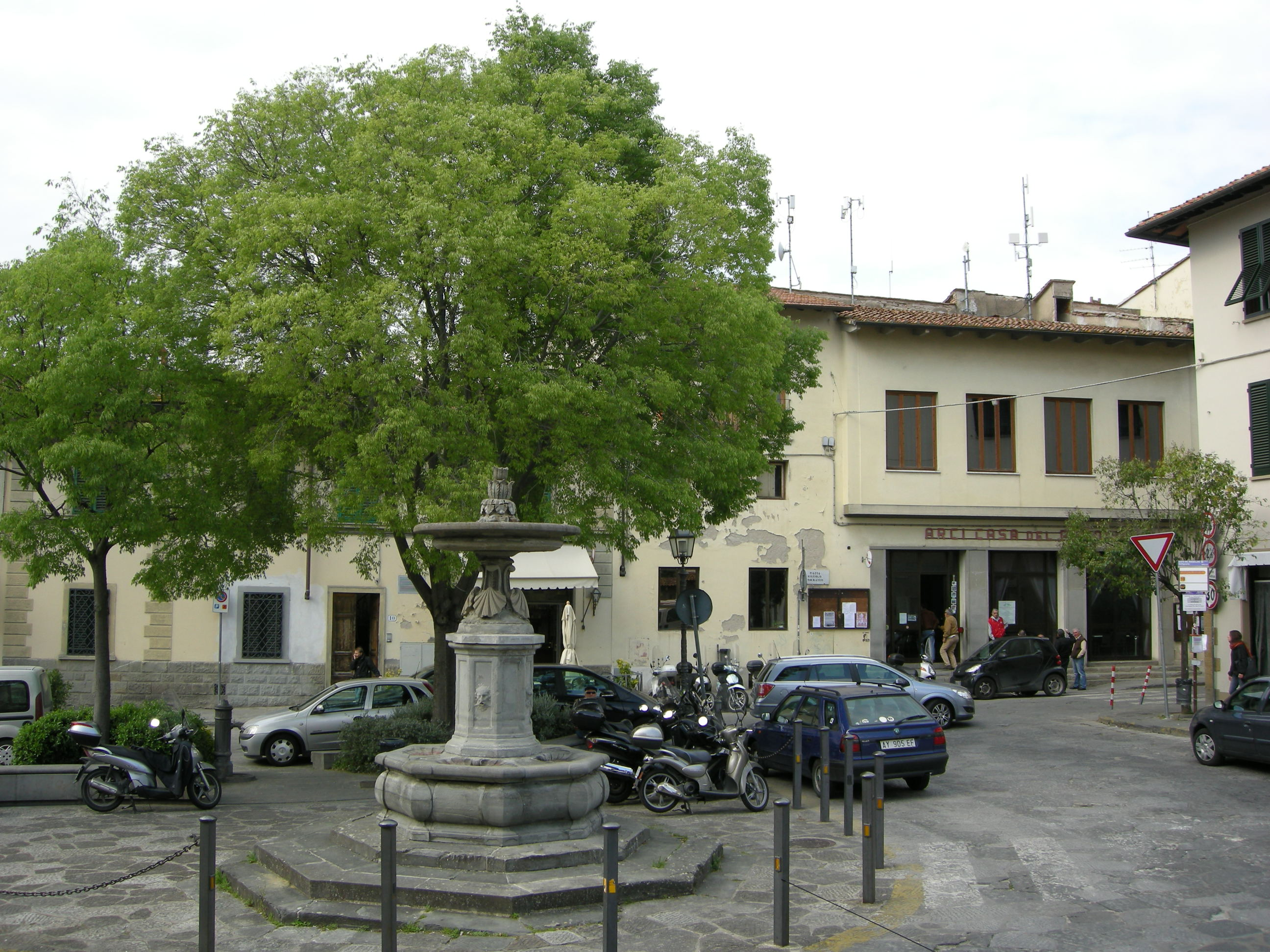
П'яцца у Сеттіньяно (2011)
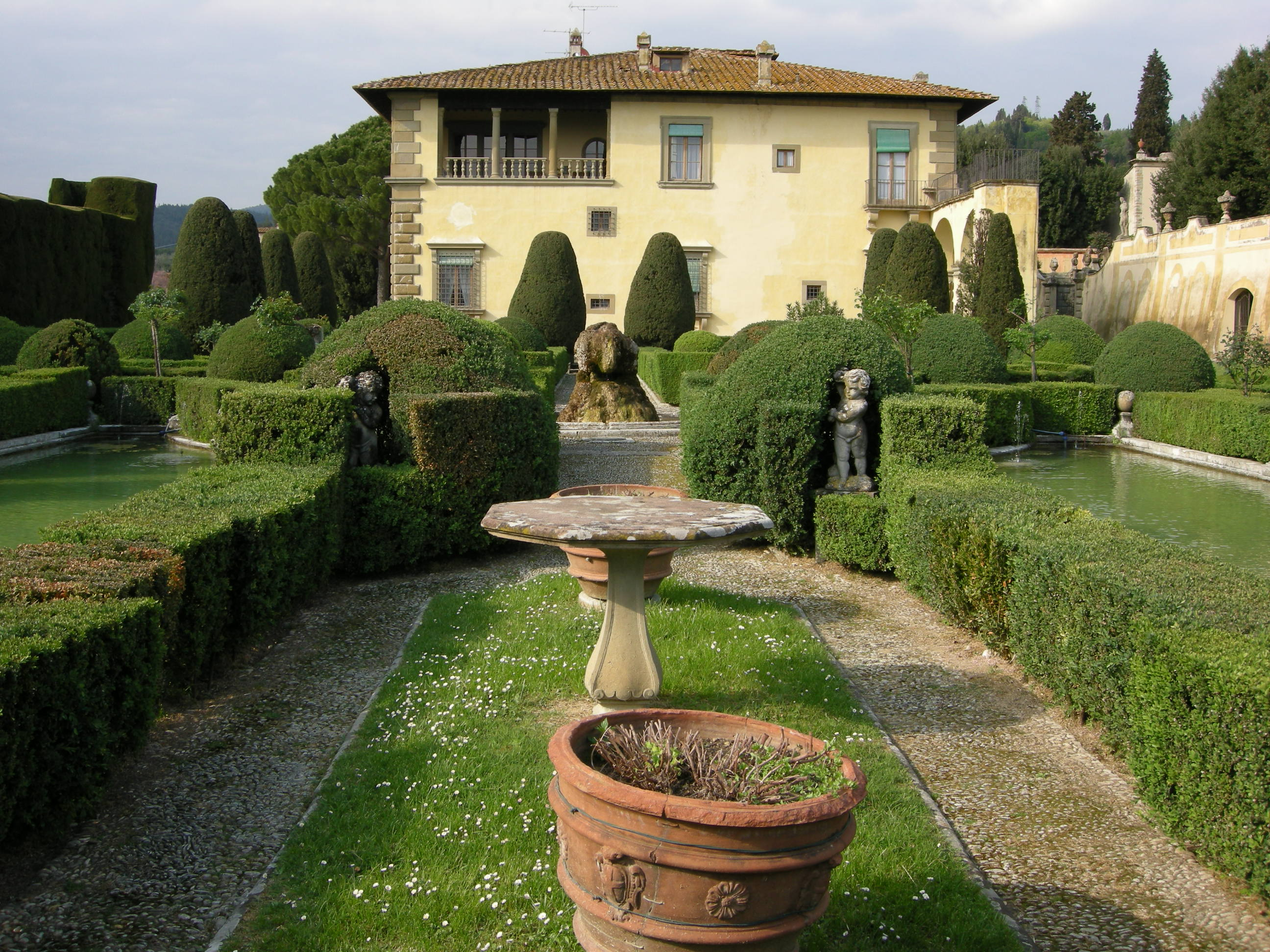
Вілла Ґамберая (2011)

## Виноски
1. 1 2  archINFORM — 1994.
2. ↑  Charles Clément. Michelangelo. — S. Low, Marston, Searle, & Rivington, ltd, 1892. — С. 5. (англ.)
3. ↑  Nuova guida della citta di Firenze e d'altre citta' principali della Toscana, Presso Gaspero Ricci (1835) page 444.
4. 1 2 3  Campbell, Frank; Campbell, Ina (1971). Mark Twain's Florentine Villas in 1964-65. Mark Twain Journal. Т. 15, № 4. с. 12—14. ISSN 0025-3499. Процитовано 27 липня 2022.
5. 1 2 3  Ishihara, Tsuyoshi (2014). Mark Twain's Italian Villas. Mark Twain Journal. Т. 52, № 1. с. 18—39. ISSN 0025-3499. Процитовано 27 липня 2022.
6. ↑  The Complete Guide to Tuscany | Gardens in Tuscany | Villa della Capponcina. www.travelingintuscany.com. Процитовано 27 липня 2022.
7. ↑  Вазарі, 1970, с. 298.
8. ↑  Tolnay, 1943, с. 11.